# Fernando Santos Leite
Fernando Santos Leite (Praia da Granja, 1926. október 8. – 1973. december 2.) portugál nemzetközi labdarúgó-játékvezető. Polgári foglalkozása igazgató. Teljes neve Fernando Nunes dos Santos Leite.

## Pályafutása

### Nemzeti játékvezetés
1956-ban tett vizsgát, 1959. augusztus 28-án lett az országos 2. liga játékvezetői keretének tagja. Szakmai fejlődésének eredményeként 1963-ban minősítették az első liga bírói közé. 1973-ban társaival mérkőzésről tért haza, amikor egy súlyos közúti balesetben (négy további áldozattal együtt) életét vesztette.

### Nemzetközi játékvezetés
A Portugál labdarúgó-szövetség Játékvezető Bizottsága (JB) terjesztette fel nemzetközi játékvezetőnek, a Nemzetközi Labdarúgó-szövetség (FIFA) 1970-től tartotta nyilván bírói keretében. Több nemzetek közötti válogatott és klubmérkőzést vezetett vagy partbíróként tevékenykedett. A portugál nemzetközi játékvezetők rangsorában, a világbajnokság-Európa-bajnokság sorrendjében többedmagával a 22. helyet foglalja el 1 találkozó szolgálatával. Az aktív nemzetközi játékvezetői tagsága 1973-ban közlekedési baleset miatt megszűnt.

#### Európa-bajnokság
Az európai torna döntőjéhez vezető úton Belgiumba a IV., az 1972-es labdarúgó-Európa-bajnokságra az UEFA JB játékvezetőként foglalkoztatta.
| Időpont         | Helyszín                      | Mérkőzés típusa           | Mérkőzés              | Eredmény | Nézők száma |
| --------------- | ----------------------------- | ------------------------- | --------------------- | -------- | ----------- |
| 1971. május 16. | Tehelne Pole Stadion, Pozsony | előselejtező (1. csoport) | Csehszlovákia–Románia | 1 : 0    | 38 207      |